# Cayo Calvisio Sabino (cónsul 4 a. C.)
Cayo o Gayo Calvisio Sabino  fue un senador romano de finales del siglo I a. C. y comienzos del siglo I, que desarrolló su cursus honorum bajo el imperio de Augusto.

## Familia
Su padre fue Cayo Calvisio Sabino consul ordinarius en 39 a. C., amigo personal de Octaviano, futuro emperador Augusto.

## Carrera política
En 4 a. C. fue designado consul ordinarius. Después fue elegido miembro del colegio sacertotal de los septenviros epulones y curio maximus, mientras que la Colonia Spoletensium lo nombró defensor de sus intereses en Roma como su patrón.
Su hijo fue Cayo Calvisio Sabino consul ordinarius en 26, bajo Tiberio.